# Pavel Bermondt-Avalov
Pavel Rafalovič Bermon(d)t-Avalov (Avališvili) (rusky Павел Рафалович Бермон(д)т-Авалов) byl ruský ussurijský kozák, voják carské armády a jeden z bělogvardějských generálů v průběhu ruské občanské války. Proslavil se jako velitel Západoruské dobrovolnické armády, která byla aktivní v dnešním Lotyšsku a Litvě po první světové válce.

## Mládí
Bermondt-Avalov se narodil v Tiflisu v hlavním městě dnešní Gruzie v roce 1877. Přivlastnil si svoje druhé jméno Avalov (gruzínsky: Avališvili) po svém adoptivním otci. Jeho otec Michail Avališvili byl gruzínský princ pocházející z významné šlechtické rodiny Avališvili. Dostalo se mu hudebního vzdělání a v roce 1906 se přidal k Ussurijskému kozáckému vojsku jako hudební dirigent. S armádou se účastnil rusko-japonské války. Za svou služby si vysloužil řád sv. Jiří.

## První světová válka
V průběhu první světové války bojoval na Kavkaze proti Turkům, a byl dokonce sedmkrát zraněn. Za statečnost v boji mu byl udělen řád sv. Anny a byl povýšen na kapitána. Po Únorové revoluci byl povolán do Petrohradu, kde se stal velitelem jednotky kopiníků. Po Říjnové revoluci se uchýlil do Žytomyru. V zimě 1918 byl zajat Němci a jako další ruští důstojníci deportován do Německa. V zajetí začal vytvářet jednotky dobrovolníků, kteří byli ochotni bojovat proti bolševikům v Rusku. Jeho vojsko se rekrutovalo především z ruských zajatců a německých dobrovolníků. Tím položil základ k vzniku pozdější Západoruské dobrovolnické armády.

## Ruská občanská válka
Západoruská dobrovolnická armáda, také zvaná podle svého velitele Bermontovci, byla poslána z Německa do Pobaltí. Generál Bermondt-Avalov vyhlásil, že se přidává k armádám bělogvardějců pod velení admirála Kolčaka v boji proti bolševikům. Avšak vojsko, jež bylo ze 75 % tvořeno Němci, se zaobíralo především problémem, jak udržet německou moc v Pobaltí. Přihlášení k bělogvardějcům bylo tak spíše divadlo, aby armáda zakryla svůj skutečný cíl před státy Dohody. Na druhou stranu byl Bermondt-Avalov jedním z mála generálů bělogvardějců, který hlásal otevřeně ideje monarchie.
V Pobaltí se k jeho jednotkám přidali další váleční němečtí zajatci a početná skupina místních baltských Němců. Postupně se k němu připojily i jednotky baltských Němců knížete Anatolyje Lievena a po porážce v bitvě o Cesis i zbytek německé armády generála Rüdigera von der Goltz.
Jeho armáda byla v té době na vrcholu. Čítala přes 55 000 vojáků, obsadila Kuronsko, Žmuď a v dobyté Rize vyhlásila svoji vlastní vládu. V zoufalé situaci požádali Lotyši o pomoc sousední státy. Estonci odpověděli na výzvu kladně a poslali do Lotyšska své jednotky.

## Porážka dobrovolnické armády
V listopadu začala spojenecká armáda Lotyšska a Estonska postupně vytlačovat dobrovolnickou armádu z území Lotyšska a Riga byla opět bezpečně v rukou Lotyšů. Velkou měrou se na úspěšném tažení podílelo britské námořnictvo, které podporovalo spojence dělostřeleckou podporou z bitevních lodí. Nakonec musela armáda generála Bermont-Avalova ustoupit až na území Litvy. Koncentrovala se u významného železničního uzlu Radviliškis. Zde byla napadena litevskou armádou a utržila rozhodující porážku.

## Život v Německu
Po porážce se Bermont-Avalov uchýlil zpátky do Německa, kde začal psát své paměti a zapojil se jako pravicový politik do místního politického dění. V roce 1933 se postavil do čela Ruského národně-osvobozeneckého hnutí. Po jeho rozpuštění gestapem se stal hlavou Ruského národně socialistického hnutí. Hnutí disponovalo ozbrojenými jednotkami a bojovalo s jednotkami SA proti komunistům v Německu. Vzhledem k intrikám ruských emigrantů a finančním nesrovnalostem byla organizace v roce 1939 rozpuštěna a Bermont-Avalov uvržen do vězení.

## Život v emigraci
Po půlroce vězení byl díky Mussoliniho přímluvě propuštěn a vyhoštěn do Itálie. Odtud odešel do Bělehradu v tehdejší Jugoslávii. Po převratu v roce 1941 opustil Jugoslávii a emigroval do USA. Jeho krátké uvěznění mu pomohlo vyhnout se stíhání kvůli spolupráci s nacisty. Bermont-Avalov dožil svůj život v USA, kde v úctyhodných 97 letech zemřel.